# Selvær
Selvær is een klein eiland en vissersdorp in de gemeente Træna in de provincie Nordland in Noorwegen. De plaats ligt net ten noorden van de poolcirkel, 10 kilometer ten noordoosten van het hoofdeiland Husøya en ongeveer 16 kilometer ten westen van het eiland Nesøya. Het heeft een dagelijkse snelle bootverbinding naar Nesna en Sandnessjøen.
Het eiland telt tussen de dertig en vijftig permanente inwoners, waarvan de meerderheid volwassen is. De school is niet langer in gebruik. Men leeft er voornamelijk van de visserij.
Wat de naam van het eiland betekent, is twijfelachtig. Het eerste deel, 'sel', betekent 'zeehond' in het Noors. Echter, zeehonden zijn zelden in de omgeving van het eiland waar te nemen. Het tweede deel, 'vær', betekent zowel '(het) weer' als 'vissersdorp'. Gezien de functie van het eiland wordt logischerwijs de laatstgenoemde betekenis bedoeld.
In januari 2022 verscheen het boek Het huis aan het einde van schrijver en vertaler Irwan Droog. Hij woonde in 2021 voor een half jaar op het eiland en zette het verhaal over zijn avontuur op papier.

## Galerij

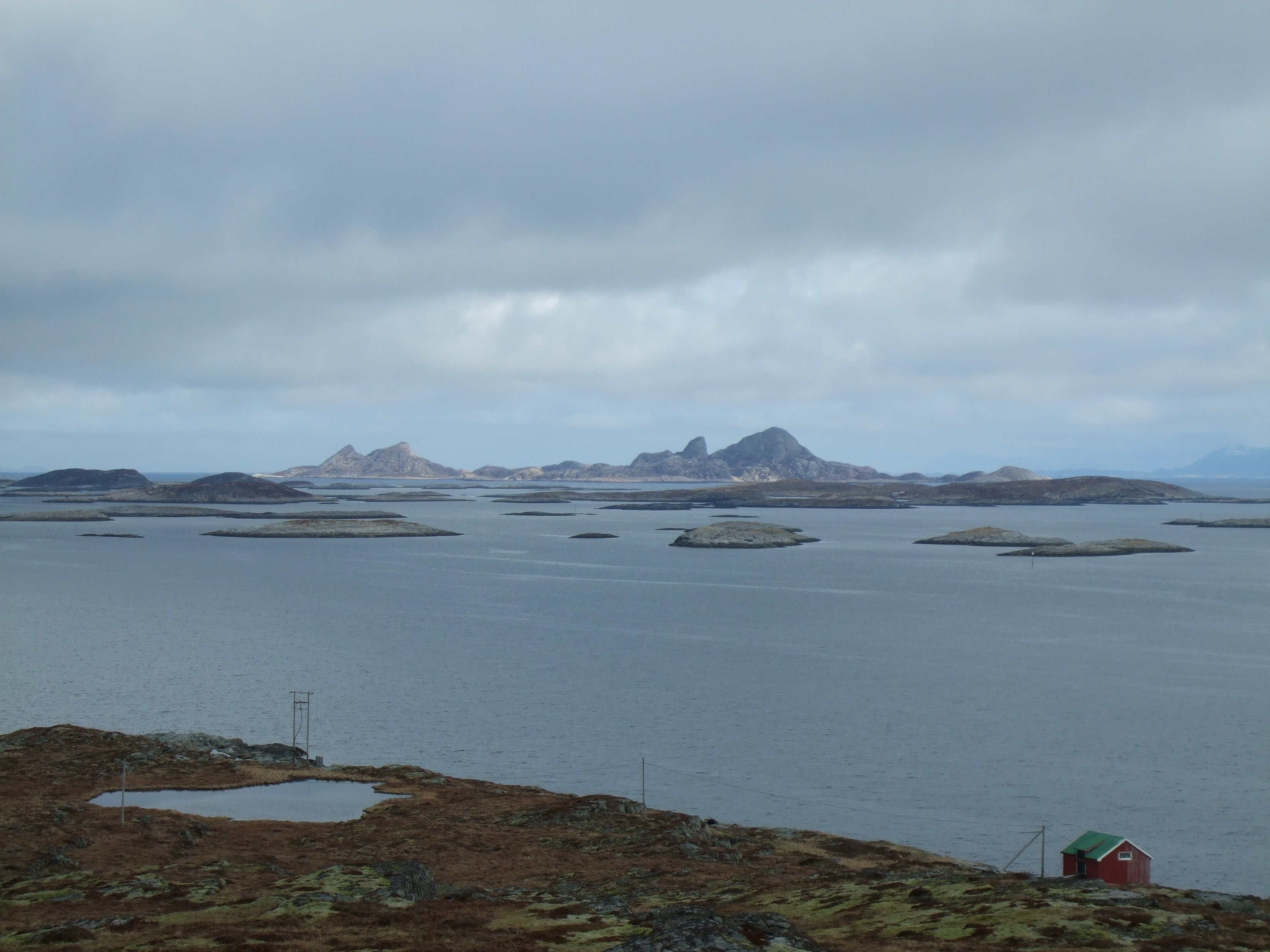
Selvær gezien vanaf Træna.
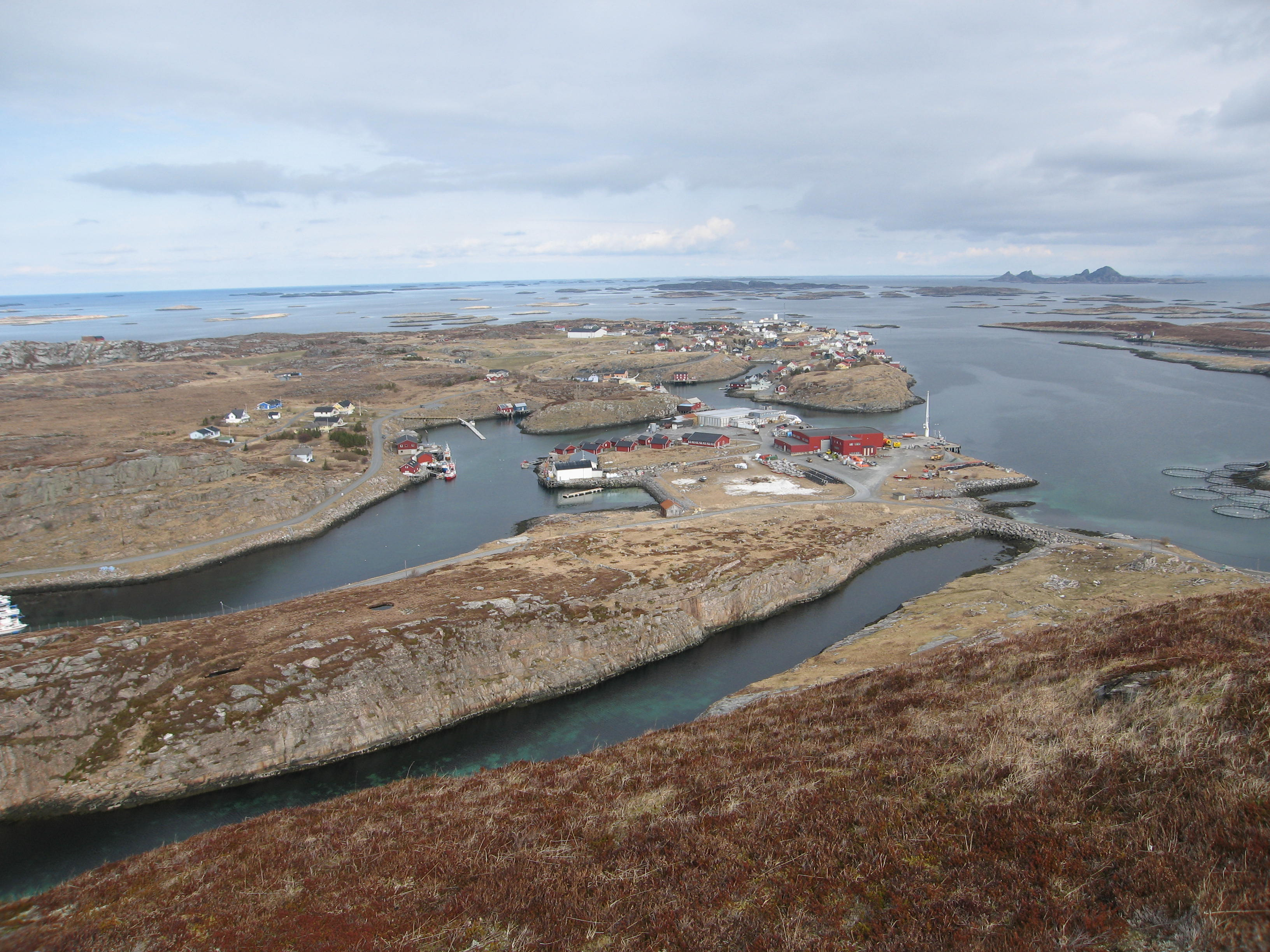
Husøya en Selvær, een deel van het archipel.